# علم أزرق شاطئي

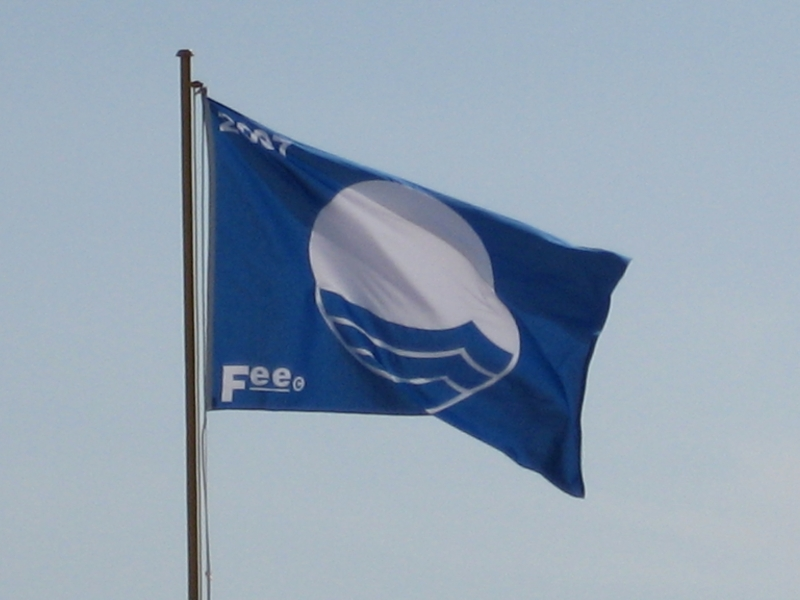
العلم الأزرق 2007

العلم الأزرق هو شهادة من مؤسسة التعليم البيئي أن الشاطئ أو المرسى يطابق معاييرها الصارمة.
العلم الأزرق هو علامة تجارية مملوكة لمؤسسة التعليم البيئي والتي هي مؤسسة غير ربحية وغير حكومية تتكون من 65 منظمة في 60 دولة عضو في أوروبا وأفريقيا وأوقيانوسيا وآسيا وأميركا الشمالية وأميركا الجنوبية.